# 朝倉正世
朝倉 正世（あさくら まさよ）は、江戸時代前期の旗本。
駿府藩主・徳川忠長の家臣で附家老を務めた遠江国掛川城主・朝倉宣正の次男として誕生した。
寛永4年（1627年）、徳川家光に召されて小姓となり、蔵米500俵を賜る。寛永6年（1629年）には御使番に列した。翌年（1628年）故あって閉門となるが、寛永9年（1632年）にこれを許され書院番となった。寛永10年（1633年）2月7日、200石を加増され武蔵国賀美郡・上野国緑野郡に700石の知行を賜った。また正保2年、三河国吉田城を小笠原忠知が受け取る際に堀直景とともに引き渡し役を務めた。その後、高田城普請や日光東照宮修繕などを務める。そして明暦2年（1656年）組頭に転じ、蔵米300俵を加増された。
寛文3年（1663年）2月4日死去。享年51。

子の景行の代に蔵米3百俵を下総国内3百石に改められ、合計1千石の旗本になった。景行の養子に、兄の朝倉宣親の孫である朝倉景孝を迎えている。宣親 - 青木重成 - 景孝、となるが、この景孝の室は正世の室の兄弟である旗本多賀常良の娘である。また、景行の弟の常之は常良の養子として、多賀家を相続している。